# Stavros G. Livanos
Stavros G. Livanos (Chio, 1891 – 28 maggio 1963) è stato un armatore greco.
Fondò l'impero armatoriale omonimo. Fu anche rivale e allo stesso tempo suocero degli armatori miliardari Aristotele Onassis e Stauros Niarchos.

## Inizi
Livanos nacque a Chios, terza generazione di marinai. Terzo dei quattro figli dell'armatore di piroscafi George Livanos, egli trasformò lo scoppio della prima guerra mondiale in opportunità. Anche durante la fine del boom navale del dopoguerra, Livanos riuscì a stare all'apice del mondo finanziario investendo solo in contanti anziché con il credito. Egli era notoriamente avaro con il suo denaro, una fama che infine Stauros Niarchos ricordò come esatta. Confermando la sua reputazione di elevati investimenti in contanti nelle sue navi, Livanos una volta disse: "Io non ho denaro. Io ho navi."

## Matrimonio e discendenti
- Nel 1924, egli sposò Arietta Zafirakis (1909–1986) ed ebbe tre figli.[1]
  - Eugenia Livanos, sposò Stauros Niarchos nel 1947.
    - Philip Niarchos (nato nel 1954), miliardario, collezionista di arte. Sposò Victoria Christina Guinness.
      - Stavros Niarchos II (nato nel 1985). Nel 2019, sposò a Parigi con rito civile, Dasha Zhukova.
      - Eugenie Niarchos (nato nel 1986), un disegnatore di gioielli.
      - Theodorakis Niarchos (nato nel 1991)
      - Electra Niarchos (nata nel 1995)

    - Spyros Stavros Niarchos (nato nel 1955). Sposò Daphne Guinness.
      - Nicolas Stavros Niarchos (nato nel 1989)
      - Alexis Spyros Niarchos (nato nel 1991)
      - Ines Sophia Niarchos (nata nel 1995)

    - Maria Isabella Niarchos (nata nel 1959). Sposò dapprima Alix Chevassus, successivamente Stephane Gouazé.
      - Athur Gouazé
      - Mia Gouazé

    - Constantin Niarchos (1962-1999). Sposò in prime nozze Alessandra Borghese, della famiglia Borghese e in seconde nozze Sylvia Martins.

  - Athina Mary Livanos (1929–1974), sposò dapprima Aristotele Onassis, in seconde nozze John Spencer-Churchill, XI duca di Marlborough e in terze nozze Stauros Niarchos (suo ex cognato).
    - Alexander Onassis (1948-1973). Morto in un incidente aereo.
    - Christina Onassis (1950-1988). Sposò in prime nozze Joseph Bolker, poi Alexandros Andreadis, in terze nozze Sergei Kauzov e infine Thierry Roussel.
      - Athina Onassis (nata nel 1985), sposò Álvaro de Miranda Neto.

  - George Stavros Livanos (nato nel 1934), sposò Lita Voivoda nel 1966, a Londra.
    - Marina Livanos, sposò Andreas Martinos, erede della società armatrice Thenamaris.
      - Andreas-Ioannis Martinos

    - Stavros Livanos.
    - Aritta Livanos, sposò Giorgios Vardinoyannis.
    - Eugenie Livanos, sposò Nicholas Clive-Worms, erede della fortuna della Banca Worms.
    - Christina Livanos

La famiglia Livanos visse a Londra gran parte della propria vita. Fu a Londra, durante la Prima guerra mondiale, che Livanos costruì le fondamenta del suo impero. Ora essi posseggono una lussuosa villa, nota come Bella Vista, a Chios.